# Teratodes monticollis
Teratodes monticollis är en insektsart som först beskrevs av Gray, G.R. 1832.  Teratodes monticollis ingår i släktet Teratodes och familjen gräshoppor. Inga underarter finns listade i Catalogue of Life.

## Bildgalleri

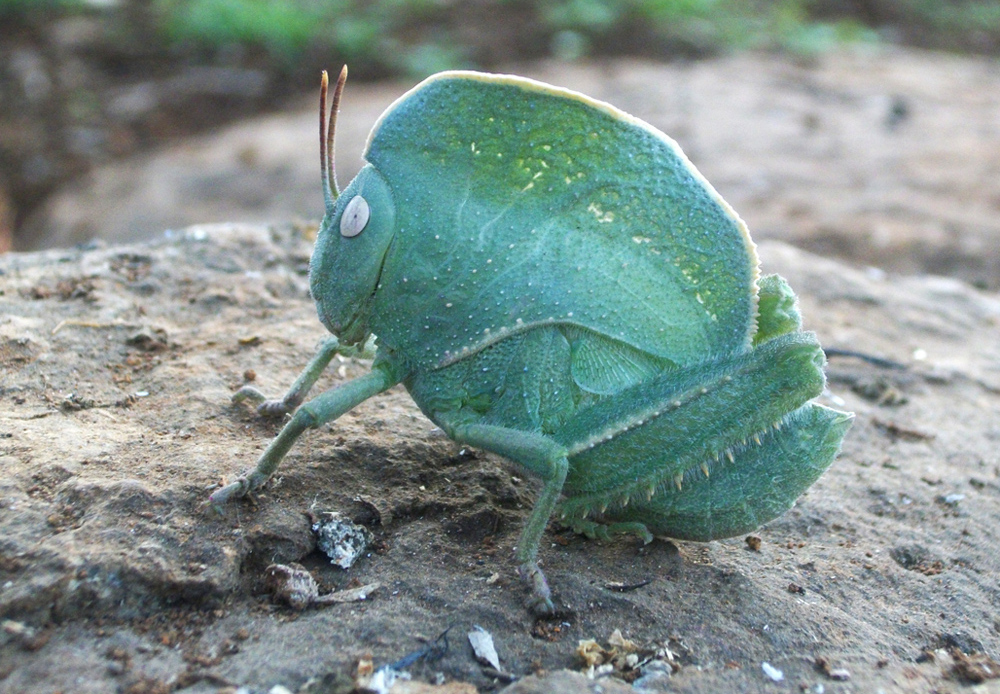